# Odontocryptus spiniclunatus
Odontocryptus spiniclunatus är en stekelart som beskrevs av Henri Saussure 1892. Odontocryptus spiniclunatus ingår i släktet Odontocryptus och familjen brokparasitsteklar. Inga underarter finns listade i Catalogue of Life.